# Simon Kroon
Simon Kroon est un footballeur suédois né le 16 juin 1993. Il évolue à l'Östersunds FK.

## Biographie

### En club
Simon Kroon est formé par le Malmö FF, où il fait ses débuts en professionnel.
En janvier 2016 il rejoint le Danemark et le club du SønderjyskE.
Le 29 janvier 2017, Simon Kroon rejoint le FC Midtjylland. Il signe un contrat de quatre ans.
Le 27 juillet 2018, Simon Kroon retourne dans son pays natal en s'engageant avec l'Östersunds FK. Le 15 octobre 2021, Kroon prolonge son contrat avec Östersunds de trois saisons, soit jusqu'en 2024.

## Palmarès
- Champion de Suède en 2013 et 2014 avec le Malmö FF
- Vainqueur de la Supercoupe de Suède en 2013 et 2014 avec le Malmö FF